# Marcus Claudius Marcellus (consul in 196 v.Chr.)
Marcus Claudius Marcellus (? - 177 v.Chr.) was een Romeins politicus en militair uit de 3e en 2e eeuw v.Chr.
Hij was de zoon van de beroemde generaal Marcus Claudius Marcellus I, die vijf keer consul was. Zijn zoon was mogelijk de Marcus Claudius Marcellus, die tussen 166 en 152 v.Chr. drie keer consul was.
Hij wordt voor het eerst genoemd toen zijn vader, destijds aedilis curulis, rond 226 v.Chr. een klacht indiende bij de senaat tegen zijn oneerbare collega, die zijn jonge en mooie zoon probeerde te verleiden. Ondanks zijn leeftijd en schaamte verscheen de jonge Marcellus voor de senaat en wist hen te overtuigen van de schuld van zijn aanrander. Zijn vader kreeg als compensatie enkel zilveren voorwerpen, die hij aan een tempel schonk.
Marcellus vocht in de Tweede Punische Oorlog aan zijn vaders zijde en was daarom ook betrokken bij de beroemde belegering van Syracuse. Marcellus was krijgstribuun in 208 v.Chr. toen zijn vader in een hinderlaag liep, waarbij hij om het leven kwam. Marcellus raakte zelf zwaargewond, maar overleefde. Hij keerde terug naar Rome met het lichaam van zijn vader dat hem door de Carthaagse generaal Hannibal was teruggegeven.
Marcellus was volkstribuun in 204 v.Chr. en leidde een commissie die vermeende wandaden van Scipio Africanus moest onderzoeken. Hier nam ook Cato de oudere aan deel, maar de beschuldigingen werden ongegrond verklaard. In 200 v.Chr. was hij aedilis curulis en in 198 v.Chr. praetor, waarmee het bestuur over Sicilia kreeg.
In 196 v.Chr. werd hij samen met Lucius Furius Purpurio consul. Hij wilde de strijd tegen Macedonië hervatten, maar zijn plannen vonden geen doorgang omdat men zich gebonden voelde aan het vredesverdag dat Titus Quinctius Flamininus twee jaar eerder had gesloten. Hij vertrok daarom naar Gallia Cisalpina waar hij een nederlaag leed in de strijd tegen de Boii. Daarna versloeg hij echter de Insubres en nam de belangrijke stad Comum (Como) in. Daarna volgde nog enkele overwinningen tegen de Boii en de Liguriërs en bij zijn terugkomst in Rome mocht hij daarvoor een triomftocht houden. Aan het einde van 196 werd hij pontifex.
In 193 v.Chr. keerde hij terug naar Gallia, waar hij onder consul Lucius Cornelius Merula diende en een aandeel had in de overwinning op de Boii bij Mutina.
In 189 v.Chr. werd hij censor, samen met Titus Quinctius Flamininus. Tijdens hun ambtstermijn werden voor het eerst volkstellingen gehouden in Formiae, Fundi en Arpinium. Hiermee verkregen de inwoners het Romeinse burgerrecht.
Marcus Claudius Marcellus stierf in 177 v.Chr.